# Käsetyp
Als Käsetyp bezeichnet man in der Schweiz verschiedene Gruppen von Käse mit verschiedenen Eigenschaften.
- Extrahartkäse: Vollfettkäse aus naturbelassener Rohmilch mit mindestens 45 % Fett i. Tr., Reifezeit von mindestens 18 Monaten bis zur Konsumreife, 36 Monate bis zur Vollreife; Beispiel Sbrinz
- Hartkäse: Vollfettkäse aus naturbelassener Rohmilch mit mind. 45 % Fett i. Tr.; Beispiel Emmentaler und Greyerzer
- Halbhartkäse: aus pasteurisierter Milch oder Rohmilch, Reifezeit von 3 bis 6 Monate; Beispiele: Raclette, Appenzeller, Tilsiter, Tête de Moine, Vacherin fribourgeois, Bündner Bergkäse, Mutschli
- Weichkäse
  - Weichkäse mit Schimmelreifung: (Weißschimmelkäse, Blauschimmelkäse): meist aus pasteurisierter Milch, ca. 50 % Wasseranteil, kurze Reifezeit von einigen Wochen; Beispiel Tomme Vaudoise, Brie suisse
  - Weichkäse geschmiert: Behandlung in der Reifezeit mit Salzwasser und Schmiere, zum Beispiel Rotschmiere; Beispiel Vacherin Mont-d’Or
- Frischkäse: Beispiele Quark, Hüttenkäse, Mozzarella, Petit-suisse